# Semantisches Priming
Als semantisches Priming (seltener: semantische Bahnung) wird in der Psychologie und Psycholinguistik der Priming-Effekt bezeichnet, dass die Verarbeitung eines Wortes die Verarbeitung eines zweiten nachfolgenden Wortes beeinflusst, falls zwischen beiden Wörtern eine semantische, z. B. kategorielle, Beziehung besteht. Individuen reagieren beispielsweise auf das Wort „Krankenschwester“ schneller, wenn sie vorher das Wort „Arzt“ verarbeitet (beispielsweise gelesen) haben. Die vorherige Darbietung eines Reizes (der Prime, z. B. „Arzt“) beeinflusst somit die Verarbeitungszeit eines Zielreizes (das Target, z. B. „Krankenschwester“). Semantische Primingeffekte lassen sich unter anderem mittels sog. lexikalischer Entscheidungsaufgaben zeigen. Als Erklärung dient in der Regel ein assoziatives Netzwerk, in dem Wörter in Form von mentalen Repräsentationen gespeichert und organisiert sind.

## Theoretisches Modell: Aktivierungsausbreitung im assoziativen Netzwerk

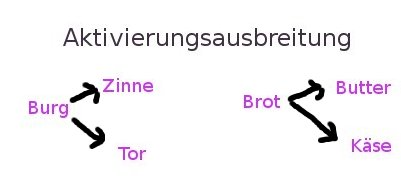
Aktivierungsausbreitung

Das Modell von Allen Collins und Loftus zur Aktivierungsausbreitung (Spreading Activation Network) findet unter anderem in der Sprachpsychologie und beim semantischen Priming seine Anwendung und dient als theoretisches Modell zur Veranschaulichung der Prozesse, welche bei der Auswahl eines Wortes im Gedächtnis ablaufen. Dem Modell zugrunde liegt ein Mentales Lexikon, welches als neuronales Netzwerk aufgebaut ist. In diesem Netzwerk breitet sich die Aktivierung eines Wortes über die jeweils mit abgespeicherten Zusammenhänge (die sogenannten assoziativen Verbindungen) mit anderen Worten aus.

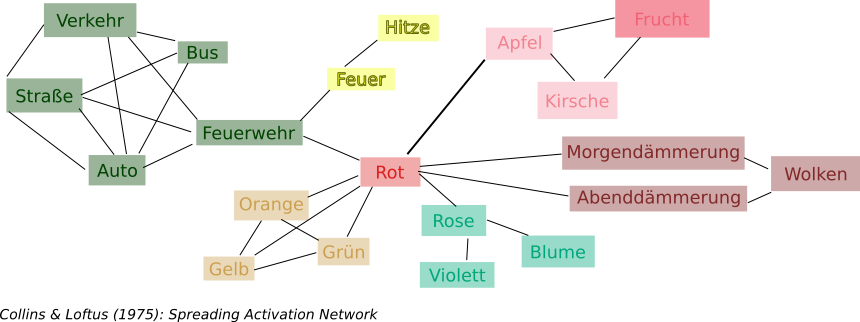
Aktivationsausbreitung nach Collins und Loftus

Die einzelnen Worte stellt man sich als Knoten (z. B. „Rot, Hitze, Feuer“, siehe Abbildung) innerhalb eines assoziativen Netzwerkes vor, sie bilden die sogenannten Konzepte. Nach Aktivierung eines Konzeptes breitet sich die Aktivierung auf weitere, mit dem Konzept assoziierte Konzepte aus. Die Ausbreitung erfolgt dabei gleichzeitig in alle verfügbaren Richtungen, die Stärke der Aktivierung wird durch die Stärke der Assoziation beeinflusst. Beim semantischen Priming ist zudem zu beobachten, dass bereits aktivierte Konzepte ab dem zweiten Zugriff schneller gefunden werden (mentaler Cache).

### Beispiel
Man stelle sich ein assoziatives Netzwerk als eine Art vernetzter Stromkreis, die einzelnen Knoten (Worte) des Netzwerks als Lämpchen, die assoziativen Verbindungen als „Stromkabel“ und die Assoziationsstärke als Menge der angeschlossenen Stromkabel vor. Knipst man ein Lämpchen an, erhält dieses Strom, und dieser Strom wird mittels der Stromkabel, die am Lämpchen angeschlossen sind, zu anderen Lämpchen (andere Konzepte) weitergeleitet, die dann ebenfalls aufleuchten. Je mehr Verbraucher an diesem aktivierten Lämpchen angeschlossen, bzw. freigeschaltet sind, desto stärker scheint dieses zweite Lämpchen ebenfalls aufzuleuchten (in Relation zu den ursprünglich helleren Lämpchen). Falls nun beispielsweise das Lämpchen Arzt Strom erhält, leuchtet das Lämpchen Krankenschwester heller als das Lämpchen, z. B., „Hund“ auf („Hund“ wird schlechter wahrgenommen. „Hund“ erscheint in dem Moment weniger hell, da er weniger Strom, bzw. weniger Beachtung erhält, als Arzt/Krankenschwester). Ein unabhängiger Beobachter würde somit, falls das Lämpchen „Arzt“ leuchtet, relativ schnell auch das Lämpchen „Krankenschwester“ erkennen.

## Die lexikalische Entscheidungsaufgabe

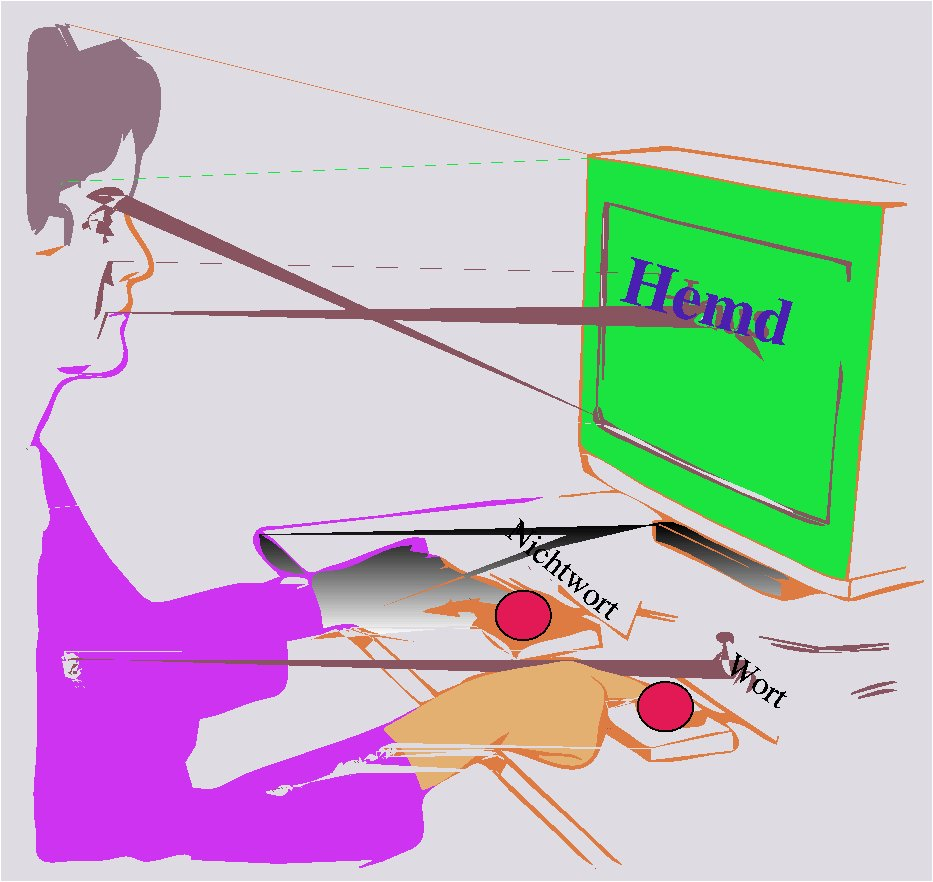
Versuchsaufbau

Die lexikalische Entscheidungsaufgabe, 1970 von Herbert Rubenstein zur Untersuchung des subjektiven Lexikons eingeführt, folgt in der Regel dem folgenden Schema:  Der Versuchsperson wird eine Kategorisierungsaufgabe gestellt, z. B.: eine lexikalische Entscheidung zu treffen, d. h., sie muss entscheiden, ob das dargebotene Wort ein reales Wort (z. B. Krankenschwester) oder ein Pseudowort (z. B. Knakenschwester) ist.
Vor dem Wort, auf das die Person reagieren soll, wird der sog. Prime gezeigt. Der Prime wird i. d. R. automatisch verarbeitet, d. h., die mentale Repräsentation des Wortes wird im Gedächtnis automatisch aktiviert. Das zweite Wort, auf welches die Person reagieren soll (z. B. mittels einer Kategorisierung), wird als Target bezeichnet. Dieses Target wird, aufgrund der Assoziation mit dem Prime, ebenfalls aktiviert. Als Maß der semantischen Assoziation im Gedächtnis wird die Reaktionszeit der Person auf das Target herangezogen.
Im Jahr 1971 demonstrierten David Meyer und Roger Schvaneveldt das semantische Priming lexikalischer Entscheidungen durch verwandte Wörter.